# Руде-Шур
Ру́де-Шур (перс. شور‎) — единственная река в Иране, которая протекает в глубине пустыни. Русло реки постоянно меняется в пустыне Деште-Лут и выравнивается только в её центре. Теряется в бессточной солончаковой впадине Немекзар в пустыне Деште-Лут. Весной, во время разлива рек, в пониженной части Немекзар образуется мелководное озеро.

## Протяжённость
Река берёт начало в горах Хусаф в провинции Южный Хорасан, расположенных на северо-западе от города Бирдженд, и через 200 километров спускается в пустыню Шахдад, образуя солончаковую гору, втекая с севера в провинцию Керман. Основной источник реки Шур находится на высоте 2777 метров над уровнем моря. В конце своего пути она доходит до ярдангов, находящихся на северо-востоке. По солончаку, в котором расположена река, когда-то шёл караванный путь из города Хабис (современный Шахдад) в Нехбандан и Джирофт. И в настоящее время наземный маршрут Шахдад — Нехбандан проходит по тому же солончаку. Значительная его часть покрыта болотами, образованными рекой Шур.

## Интересные факты
С этой рекой связано несколько интересных фактов: река не пересыхает в засушливые годы и до сих пор протекает в центре пустыни. Однако она очень сильно сужается по мере приближения к центру пустыни. В период обильных осадков река Шур образует соленое озеро, а во время засухи можно наблюдать красивые образы на песке из-за оседания белой соли на дне реки в самом сердце пустыни. Так как река протекает в непосредственной близости от ярданги, она увлажняет края ярданги, оказывает положительное влияние на прочность и эрозию этих природных строений и способствует их сохранению. Плотность воды настолько высока, что по берегам не растет ни одно растение. Из-за испарения глубина реки уменьшается, а высокая концентрация соли в воде замедляет течение и делает её похожей на тан. В центре пустыни вода превращается в красивые солёные кристаллы. Вода в этой реке является самой солёной водой в мире. В реке содержатся самые большие запасы минеральной соли.

## Электростанция на реке Шур
Электростанция на реке Шур находится на 44 километре шоссе Тегеран-Савэ в городском округе Зерандие. Построенная в 2007 году, электростанция производит 2162 МВт электроэнергии.